# Faktorausstattung
Unter Faktorausstattung (englisch factor endowment) versteht man in der Volkswirtschaftslehre die Faktorproportionen zwischen den drei Produktionsfaktoren Arbeit, Boden und Kapital in einem Staat.
Die Faktorausstattung einer Volkswirtschaft beeinflusst Vorteilhaftigkeit und Richtung des Außenhandels.

## Allgemeines
Faktorproportionen stellen das Verhältnis des mengenmäßigen Einsatzes der verschiedenen Produktionsfaktoren eines Produktionsprozesses oder innerhalb eines Staates dar. Großstaaten können ohne weiteres die gleichen Faktorproportionen wie Kleinstaaten haben, auch wenn die absolute Faktorausstattung viel größer ist.
Die Wirtschaftskraft eines Staates hängt entscheidend von seiner Faktorausstattung ab. Es ist daher kein Zufall, dass Entwicklungs- und Schwellenländer eine geringere oder ungünstigere Faktorausstattung gegenüber Industriestaaten aufweisen. Unterschiedliche Faktorausstattung, Preisniveau und Produktionsstruktur zwischen den Staaten fördern oder behindern die Faktormobilität.

## Begriffserläuterung
Die Dreiteilung der Produktionsfaktoren in Arbeit, Boden und Kapital geht auf die Physiokratie des 18. Jahrhunderts zurück. Sie etablierte sich in der klassischen Volkswirtschaftslehre. In neueren Ansätzen werden häufig auch Wissen (Humankapital) oder die  Unternehmensführung als Produktionsfaktor angesehen.
Arbeit
Unter Arbeit wird jede menschliche Tätigkeit verstanden, die der Bedürfnisbefriedigung dient und darauf abzielt, Einkommen zu erwirtschaften. Der Preis der Arbeit ist dabei der Arbeitslohn. Hierzu zählen folglich sowohl die Leistungen der unselbständig beschäftigten Arbeitnehmer, als auch die Leistungen der Unternehmenseigentümer.
Dabei ist zu beachten, dass es bei dem Produktionsfaktor Arbeit erhebliche Qualifikationsunterschiede gibt, die für die Güterproduktion von erheblicher Bedeutung sind. So ist beispielsweise nachgewiesen worden, dass die USA und andere Industrieländer über einen relativ hohen Bestand an hochqualifizierten Arbeitskräften verfügen. Diese Länder zeichnen sich demzufolge durch einen hohen Bestand an Humankapital aus, während Entwicklungsländer reichlich mit ungelernten, unqualifizierten Arbeitskräften ausgestattet sind.
Boden
Der Produktionsfaktor Boden umfasste ursprünglich nur die land- und forstwirtschaftliche Nutzfläche, wie beispielsweise Äcker und Wälder. Derzeit bezeichnet der Produktionsfaktor Boden zusätzlich den Boden als Standort für Unternehmen und den Fundort für Bodenschätze (Kohle, Eisenerz etc.). In einigen Ansätzen wird heutzutage der Produktionsfaktor Boden durch den Produktionsfaktor Umwelt (natürliche Ressourcen) ersetzt, der dann die Faktoren Boden, Gewässer (Fischfang), Luft und belebte Natur zusammenfasst.
Kapital
Der Produktionsfaktor Kapital untergliedert sich in Sach- bzw. Realkapital und in Geldkapital. Zum Realkapital zählen alle vorher produzierten Produktionsmittel, die an der weiteren Güter- und Dienstleistungsproduktion beteiligt sind. Die Produktionsmittel lassen sich sowohl in dauerhafte Produktionsmittel als auch nicht dauerhafte Produktionsmittel unterscheiden. Zu den dauerhaften Produktionsmitteln gehören z. B. Maschinen, Gebäude und Lagerbestände. Die nicht dauerhaften Produktionsmittel werden von anderen Unternehmen bezogen und fließen als Vorleistungen in den Produktionsprozess ein (z. B. Rohstoffe, Energie). Da das Sachkapital folglich den „Bestand an Produktionsausrüstung“ bezeichnet, ist es mit dem Kapitalstock vergleichbar. Das Geldkapital ist vom Sachkapital zu trennen und kritisch zu beurteilen. Es umfasst ungebundene Geldmittel wie Banknoten im Umlauf und Kassenbestand. Demnach ist es nicht möglich, mit Geldkapital Produktionsmittel herzustellen bzw. zu produzieren. Jedoch kann es als Tauschmittel verwendet werden, wobei mittels Investitionen Geldkapital in Sachkapital umgewandelt werden. Dementsprechend dient es zur Erneuerung und Erweiterung des Kapitalstocks. Dies wirkt sich positiv auf die anderen Produktionsfaktoren (Arbeit und Boden) aus, da durch neue und innovative Maschinen die Arbeit schneller verrichtet werden kann.

## Arten
Unterschieden wird zwischen quantitativer und qualitativer Faktorausstattung.
- quantitative Faktorausstattung:
  - Arbeit: Anteil der Beschäftigten an der Bevölkerung,
  - Boden: vorhandene Nutzungsarten des Bodens in km² (Ackerflächen, Waldflächen, Fischerei) der Staatsfläche.
- qualitative Faktorausstattung:
  - Arbeit: Hier wird das Humankapital berückstigt.[13] Hierzu gehören unter anderem Ausbildung, Fachkenntnisse, Berufserfahrung, Arbeitsmotivation oder Arbeitsqualität.
  - Boden: Ökologische Landwirtschaft, Standortfaktoren, Umweltschutz.

Quantitativ ist der Boden als Staatsfläche nicht veränderbar, qualitativ dagegen kann die Zusammensetzung der Bodenarten und damit die Landnutzung – begrenzt – verändert werden. Wesentliche Verbesserungen in der Faktorausstattung können sich beim Boden durch Exploration von Lagerstätten (Rohöl im mittleren Osten, Gold und Diamanten in Afrika) oder Melioration ergeben.
Die quantitative Faktorausstattung eines Staates bestimmt die Art seiner exportierten Güter, und zwar prinzipiell solcher, die faktorintensiv mit jenem Produktionsfaktor produziert werden, der in diesem Staat am besten verfügbar ist.

## Ausprägungen der Faktorausstattung
Absolute Faktorausstattung
Die absolute Faktorausstattung drückt sich in absoluten Zahlen aus, also wie viele Einheiten eines Produktionsfaktors tatsächlich in einer Volkswirtschaft vorhanden sind. Beispiele dafür wären die absolute Anzahl an Arbeitskräften oder Maschinen.
Oft ist es jedoch sinnvoll, den einen Produktionsfaktor in ein Verhältnis mit einem anderen zu setzen, um die Volkswirtschaften zu vergleichen. Mit dieser Thematik befasst sich der nächste Gliederungspunkt. Grundsätzlich gilt, dass, je mehr Produktionsfaktoren eine Volkswirtschaft – absolut gesehen – vorweisen kann, diese umso mehr Waren herstellen und Dienstleistungen erbringen kann.
Relative Faktorausstattung
Die relative Faktorausstattung setzt, im Gegensatz zur absoluten Faktorausstattung, die Anzahl von vorhandenen Produktionseinheiten eines Produktionsfaktors in das Verhältnis zur Anzahl der Einheiten eines anderen Produktionsfaktors. Man bildet somit einen Quotienten aus den Produktionsfaktoren.
Diese Ausprägung macht die Faktorausstattung durch die Verhältnissetzung besser messbar und vergleichbar.
Hierzu könnte man die Anzahl der Erwerbstätigen in das Verhältnis mit der Fläche eines Landes, beziehungsweise des Bodens, setzten und dies mit einer weiteren Volkswirtschaft vergleichen.

## Faktorintensität
Dominiert in der Faktorausstattung ein Produktionsfaktor, so findet er sich in den produzierten Gütern und Dienstleistungen überproportional wieder. Dominiert die Arbeit, werden überwiegend arbeitsintensive Leistungen hergestellt, bei vorherrschendem Kapital entsprechend kapitalintensive, beim Boden Agrarprodukte, Naturprodukte, Holzwirtschaft oder Fischereiprodukte. Dieser Umstand wird Faktorintensität genannt. Sie führt dazu, dass ein Staat arbeitsintensive Güter in einen anderen Staat exportiert (komparativer Kostenvorteil), der seinerseits kapitalintensive Güter exportieren kann. Dieser Außenhandel widerspricht dem Heckscher-Ohlin-Theorem und folgt dem Leontief-Paradoxon. Das Heckscher-Ohlin-Theorem erklärt Richtung und Struktur des Außenhandels mit der Faktorausstattung der beteiligten Staaten, das Leontief-Paradoxon berücksichtigt die qualitative Faktorausstattung und modifiziert das Faktorproportionentheorem um den qualitativen Aspekt der Faktorausstattung.
Länder mit vielen Arbeitskräften und Rohstoffen (insbesondere Entwicklungsländer) sollten deshalb arbeits- und rohstoffintensive Güter exportieren, Industriestaaten mit viel Kapital und Technologien sollten sich auf  kapital- und technologie-intensive Güter konzentrieren.

## Faktorausstattung und Außenhandel

### Modellannahmen mit identischer Faktorausstattung

#### Historische Einordnung
Der englische Ökonom David Ricardo (1772–1823) entwickelte zu Beginn des 19. Jahrhunderts das Prinzip der komparativen Kostenvorteile, welches einen Kernpunkt der Außenhandelstheorie darstellt. Sein Schaffen diesbezüglich erreichte im Jahre 1817 mit der Veröffentlichung seines Werkes On the Principles of Political Economy and Taxation seinen Höhepunkt.

#### Erklärung
Die ökonomische Theorie versucht bei der Herausarbeitung der Außenhandelsströme die komplexe Realität durch eine einfache Wirkungsanalyse darzustellen. Hierbei sollen Komponenten betrachtet werden, von denen angenommen wird, dass sie die Hauptursachen des Untersuchungsgegenstandes ausmachen. Von besonderem Interesse sind die Hintergründe der Güterauswahl im Import und Export einer Volkswirtschaft, also die Frage nach den Ursachen von Handelsströmen. In seinen theoretischen Ansätzen führt David Ricardo den Produktionsaufwand allein auf die Arbeitsleistung zurück. Wird zudem angenommen, dass die Arbeitseinheiten überall qualitativ gleichwertig sind, reduzieren sich die Erklärungsversuche auf die unterschiedlichen Produktionsbedingungen. Diese Produktionsbedingungen äußern sich durch verschiedenartige Produktionsfunktionen, mit Hilfe derer die jeweils international gleichartigen Güter hergestellt werden. Inwiefern Transportkosten den Außenhandel beeinflussen, wird im Modell außer Acht gelassen. Zur Vereinfachung wird außerdem von der Gleichheit der Kosten und Preise – also von vollkommener Konkurrenz – ausgegangen.

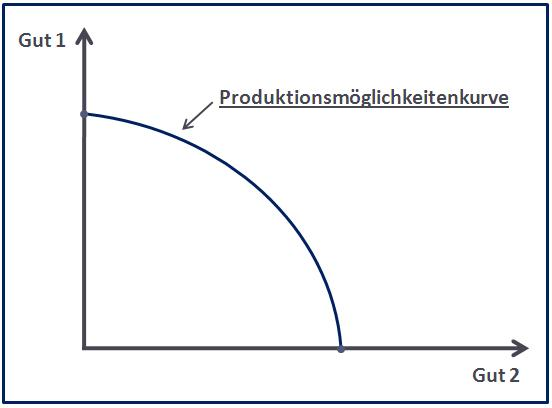
Produktionsmöglichkeitenkurve

Unterstellt man neben Ricardos Annahmen, dass die Faktorausstattung bei (vereinfacht) zwei Ländern gleich umfangreich gegeben ist, lassen sich zusätzliche Aussagen treffen. Neben der Aussage über das Produktionspotenzial ermöglicht die Annahme fixer Ausstattung mit Produktionsfaktoren, allein die Wirkung unterschiedlicher Produktionsfunktionen zu betrachten. Anderenfalls könnte theoretisch nicht mehr gesagt werden, in welchem Maße der Außenhandel auf verschiedene Produktionsfunktionen oder unterschiedliche Faktorausstattung zurückzuführen ist. Somit kann jedes Land den Faktor Arbeit produktionstechnisch beliebig auf die Güter aufteilen. Die grafische Darstellung solcher produktionstechnischer Kombinationen bei der Güterherstellung erfolgt mittels einer sogenannten Transformationskurve bzw. Produktionsmöglichkeitenkurve.
Ricardo zufolge verfügt ein Land bei der Herstellung eines Gutes dann über einen komparativen Vorteil, wenn die Opportunitätskosten für dessen Produktion in diesem Land niedriger sind als in anderen Ländern. Die Theorie besagt, dass auch mit einem Kostennachteil bei allen Produkten gegenüber anderen Ländern, erfolgreich am internationalen Handel teilgenommen werden kann. Ebenso ist es für Länder, welche Produkte billiger herstellen können als andere Länder, lohnend, den Handel mit den weniger wettbewerbsfähigen Ländern einzugehen und sich selbst zu spezialisieren.
Beispiel der Überlegung von Ricardo
Es handelt sich um die Produktion von Wein und Tuch. Es besteht zunächst kein Handel und ebenso keine Arbeitsteilung zwischen zwei Ländern (hier Portugal und England). Beide Länder stellen beide Produkte (Wein und Tuch) im eigenen Land her. England stellt 1000 Rollen Tuch mit 100 Arbeitern her und 1000 Fässer Wein mit 120 Arbeitern. Dagegen benötigt Portugal für 1000 Rollen Tuch 90 Arbeiter und für 1000 Fässer Wein 80 Arbeiter. Gemeinsam produzieren die beiden Länder eine Anzahl von 2000 Rollen Tuch und 2000 Fässern Wein.
Zwar besitzt Portugal durch die weniger benötigten Arbeitskräfte sowohl bei der Herstellung von Wein, als auch von Tuch einen absoluten Kostenvorteil. Dennoch ist es für Portugal lohnenswert, sich auf die Produktion von Wein zu spezialisieren und England die Produktion von Tuch zu überlassen. Die Produkte können dann vom jeweils anderen Land importiert werden. Es können die Arbeitskräfte in der portugiesischen Weinproduktion produktiver (kostengünstiger) eingesetzt werden als in der Tuchproduktion. Umgekehrt produziert England Tuch mit weniger Arbeitskräften als Wein.

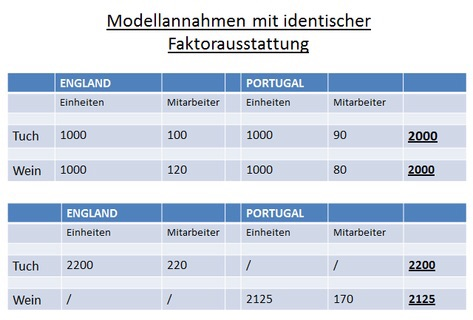
Dieses Bild zeigt die im Text aufgeführten Modellannahmen identischer Faktorausstattung am Beispiel von Portugal und England.

Konzentriert sich also Portugal auf seinen komparativen Vorteil, die Weinproduktion, dann können die 90 Arbeiter welche zuvor für die Tuchproduktion von Portugal zuständig waren, ebenfalls auf die Produktion von Wein spezialisiert werden, sodass dort nun 170 Arbeiter (90+80) den Wein produzieren können.
Rechnung pro Kopf (Portugal):
- Vorher: 1000 Fässer Wein geteilt durch 80 Arbeiter = 12,5 Fässer pro Kopf;
- jetzt: 170 Arbeiter multipliziert mit 12,5 Fässern (Pro Kopf) = 2125 Fässer.

Somit kann Portugal durch die Spezialisierung 1125 Fässer Wein zusätzlich herstellen. Das sind 125 Fässer mehr, als beide Länder zusammen.
Dagegen spezialisieren sich die Arbeitskräfte aus England auf die Tuchproduktion. Die 120 Arbeiter, die für den Wein zuständig waren, werden auf die Produktion von Tuch spezialisiert. Somit sind nun in England 220 Arbeiter (100+120) für die Tuchproduktion zuständig.
Rechnung pro Kopf (England):
- Vorher: 1000 Rollen Tuch geteilt durch 100 Arbeiter = 10 Rollen pro Kopf;
- jetzt: 220 Arbeiter multipliziert mit 10 Rollen (pro Kopf) = 2200 Rollen.

Somit kann England durch die Spezialisierung 1200 Rollen Tuch zusätzlich herstellen. Das sind 200 Rollen mehr als beide Länder zusammen.
Spezialisiert sich also jedes Land auf das Gut, welches es relativ gesehen zu den anderen Gütern im eigenen Land mit günstigeren Kosten herstellen kann, werden die Arbeitskräfte am produktivsten eingesetzt. Die Versorgung mit dem selbst nicht mehr hergestellten Gut wird durch den Handel mit dem anderen Land gesichert. Folglich können also auch Länder, die bei der Produktion aller Güter einen absoluten Kostennachteil gegenüber anderen Ländern haben, auf diese Weise an der internationalen Arbeitsteilung teilnehmen.
Festzustellen ist, dass bei der Annahme des Modells von Ricardo jedes Land durch die Spezialisierung profitiert. Werden die Annahmen des Faktorproportionenmodells unterstellt, kommt es kurzfristig zu Verlusten bei denjenigen Branchen, welche mit den Importen konkurrieren müssen. Langfristig bedeutet dies das Scheitern der knappen Produktionsfaktoren einer Außenhandel treibenden Volkswirtschaft. Die Aussage, dass der Handel für alle Seiten vorteilhaft sei, kann in dieser Form nicht bestehen bleiben.

### Modellannahmen mit unterschiedlicher Faktorausstattung

#### Historische Einordnung
Die Bedeutung der Faktorausstattung eines Landes für den Außenhandel wurde erstmals von dem schwedischen Ökonom Eli Filip Heckscher untersucht. Er entwickelte wesentliche Punkte der Faktorausstattungstheorie des internationalen Handels, die im Jahre 1919 publiziert wurde. Der schwedische Wirtschaftswissenschaftler Bertil Ohlin galt als Nachfolger von Eli Filip Heckscher. Er entwickelte und baute die Faktorausstattungstheorie in den 30er Jahren des 20. Jahrhunderts weiter aus.
Der Faktorausstattungsansatz ist als Heckscher-Ohlin-Theorem bekannt und gilt als moderne Theorie des internationalen Handels. Die Theorie wurde von vielen Ökonomen in einem Prozess verfeinert und ausgeweitet, der immer noch fortdauert.

#### Erklärung
Im Heckscher-Ohlin-Theorem werden die Voraussetzungen aus dem Ricardo-Modell umgekehrt. Es werden identische Produktionsfunktionen unterstellt. Die Länder sind lediglich in unterschiedlichem Maße mit Produktionsfaktoren ausgestattet. Dabei ist es ohne Bedeutung, ob ein Land mehr oder weniger von beiden Produktionsfaktoren besitzt. Entscheidend sind die Unterschiede in den jeweiligen Verhältnissen. Der Reichtum an einem Produktionsfaktor ist folglich nicht durch absolute Zahlen, sondern durch Verhältnisgrößen definiert.
Beispiel
Angenommen die USA haben 80 Millionen Arbeiter und 200 Millionen Hektar Boden, so entspricht dies einem Arbeits-Boden-Verhältnis von 1:2,5. Großbritannien hat mit 20 Millionen Arbeitern und 20 Millionen Hektar Boden ein Arbeits-Boden-Verhältnis von 1:1. Demnach wird Großbritannien als arbeitsreich gewertet, obwohl es absolut über weniger Arbeiter verfügt als die Vereinigten Staaten.
In der Realität weist die Faktorausstattung der Länder tatsächlich häufig beträchtliche Unterschiede auf. So hat zum Beispiel Land A, welches hier als Inland bezeichnet wird, relativ viel Arbeitskraft und Land B, welches hier als Ausland bezeichnet wird, relativ viel Kapital und Boden. Außerdem wird davon ausgegangen, dass es bodenintensiv gefertigte Güter wie Weizen und arbeitsintensiv gefertigte Güter wie Tuch gibt. Die Länder spezialisieren sich so, dass sie verstärkt jene Güter produzieren, die den im Land relativ reichlich vorhandenen Faktor intensiv nutzen. Das Inland spezialisiert sich folglich auf die Produktion von Tuch, während sich das Ausland auf die Produktion von Weizen spezialisieren wird. Die nicht im eigenen Land abgesetzten „Überschüsse“ werden jeweils exportiert.
Wenn eine Volkswirtschaft relativ arbeitsreich ist, wird demnach Arbeit preiswerter sein als Kapital. Es können somit arbeitsintensive Güter entsprechend kostengünstiger hergestellt werden. Analog kann man sich diese Aussage über eine relativ kapitalreiche Volkswirtschaft vorstellen, in der kapitalintensiv produzierte Güter kostengünstiger hergestellt werden können. Aus dem Zusammenhang zwischen relativer Faktorreichlichkeit und der Faktorintensität in der Produktion ergeben sich komparative Kostenvorteile und internationale Preisvorteile, die wiederum zu Wettbewerbsvorteilen auf internationalen Märkten führen.
Dieser Sachverhalt erklärt, weshalb die Ausfuhr der meisten Entwicklungsländer aus bodenintensiven oder arbeitsintensiven Erzeugnissen besteht, während die hochindustrialisierten Länder zum Großteil kapitalintensive Produkte exportieren.
Zur Vereinfachung werden in den Modellen oftmals Cobb-Douglas-Produktionsfunktionen verwendet. Diese unterstellen, dass die eingesetzten Produktionsfaktoren substitutionale Faktoren sind (vgl. den Artikel Faktorsubstitution). So kann beispielsweise ein Land im Gegensatz zu einem anderen in unterschiedlichem Ausmaß mit Produktionsfaktoren, wie Arbeit und Kapital, ausgestattet sein. Daher ist es möglich, in beiden Ländern die Herstellung mehrerer Güter bei je unterschiedlichen Produktionsfunktionen zu betrachten.

## Unzureichende Faktorausstattung
Fachkräftemangel oder Unterkapitalisierung sind typische Indizien für eine unzureichende Faktorausstattung. Viele Entwicklungsländer leiden unter fehlenden pflanzlichen und mineralischen Rohstoffen (Bodenschätze) bzw. unter einer Verringerung (Desertifikation) oder einem Mangel an landwirtschaftlich nutzbarem Boden. Auch die geographische Beschaffenheit kann die Entwicklung behindern wie beispielsweise eine Insellage, fehlender Zugang zum Meer (Binnenstaat) oder großer Anteil von gebirgigen oder unfruchtbaren Regionen. Da nicht jede Person über die gleichen Begabungen verfügt, gibt es Unterschiede in der Faktorausstattung und damit im Faktoreinkommen.

## Wirtschaftliche Aspekte
Die nationale Produktionsstruktur (differenzierte oder standardisierte Güter) hängt von den Faktorintensitäten der Güter und von der Faktorausstattung eines Landes ab. Die Faktorintensität bezieht sich auf arbeitsintensive oder kapitalintensive Güter.
Jeder Staat weist eine andere Faktorausstattung auf. Unterschiede können dann international ausgeglichen werden, wenn Faktormobilität besteht. Das betrifft die Arbeitsmobilität und die Kapitalmobilität. Da der Boden als Faktor seinen Standort nicht wechseln kann, ist er definitionsgemäß immobil; nur der Grundstückseigentümer kann wechseln. Die Faktorausstattung ändert sich auf dem Arbeitsmarkt, wenn es zu Arbeitsmigration von einem Niedriglohnland in ein Hochlohnland kommt. Dadurch verringert sich das Arbeitsangebot im Niedriglohnland, während es sich im Hochlohnland erhöht. Die Faktorausstattung ändert sich auf den Finanzmärkten (Geld-, Kapital- und Kreditmarkt), wenn sich das Zinsniveau in zwei Staaten unterscheidet. Dann verringert die Kapitalmobilität das Geld-, Kapital- und/oder  Kreditangebot im kapitalexportierenden Land und erhöht es im kapitalimportierenden Land. Das Faktorpreisausgleichstheorem geht in beiden Fällen davon aus, dass sich unterschiedliche Faktorpreise bei perfekter Faktormobilität ausgleichen. Letztlich wird durch perfekte Arbeitsmobilität Lohnkonvergenz erreicht, wenn das Grenzprodukt der Arbeit in den betroffenen Staaten identisch ist. Das gilt auch für die perfekte Kapitalmobilität und deren Grenzprodukt des Kapitals.
Das Faktorpreisausgleichstheorem macht Aussagen darüber, wie der internationale Güterhandel zu einem Faktorpreisausgleich kommen kann, wenn die Staaten unterschiedliche Faktorausstattungen aufweisen. Die Arbeitsmigration führt aus Niedriglohnländern in Hochlohnländer, wodurch sich die Faktorausstattung im Hochlohnland ceteris paribus erhöht, aber das Wertgrenzprodukt und damit einhergehend dessen Lohnniveau sinkt. Dadurch gleichen sich die Wertgrenzprodukte der betroffenen Länder an (Lohnkonvergenz).
Diese unterschiedliche Faktorausstattung spielt auch beim Heckscher-Ohlin-Theorem eine Rolle. Eli Heckscher ging 1919 von den Annahmen unterschiedlicher Faktorausstattung in den Ländern, unterschiedlicher Faktorintensitäten der Güter und gleichen Faktorintensitäten bei gegebenem Verhältnis der Faktorpreise für ein einzelnes Gut aus. Bertil Ohlin versuchte 1933, Richtung und Struktur des Außenhandels mit der Faktorausstattung der beteiligten Staaten zu erklären.
Faktormobilität (Arbeitsmobilität, Kapitalmobilität) verändert die Faktorausstattung betroffener Staaten. Bei der Arbeitsmobilität wird das Arbeitsangebot im Auswanderungsland verringert und im Einwanderungsland erhöht, bei der Kapitalmobilität entsprechend das Geld-, Kapital- oder Kreditangebot im Land des Kapitalexports verringert und im Land des Kapitalimports erhöht. Je ähnlicher zwei Staaten in ihren Nachfragepräferenzen, ihrem Einkommensniveau und ihrer Faktorausstattung sind, umso mehr wird zwischen ihnen intraindustrieller Handel zu erwarten sein.
Auf Verbesserungen der Faktorausstattung in quantitativer und qualitativer Hinsicht kann ein erheblicher Teil des Wirtschaftswachstums zurückgeführt werden. Es kann Schwellenmärkte zu Wachstums- oder Zukunftsmärkten aufsteigen lassen.
Einfluss auf Produktionspotential und Volkseinkommen
Wenn es in einem Land zu einer Erhöhung der Faktorausstattung kommt, beispielsweise durch einen Anstieg des Arbeitspotenzials, steigt auch das Produktionspotenzial. Infolgedessen verlagert sich die Transformationskurve nach außen, da größere Mengen von Gut 1 und Gut 2 vorhanden sind. Folglich führt dies wiederum zu einem Anstieg der Produktionsmenge des Export- und Importgutes und wirkt sich anschließend auch auf die Export- und Importmenge eines Landes aus. Je größer die Menge des beispielsweise Exportgutes, desto mehr könnte von diesem dann ins Ausland verkauft werden. Da das Volkseinkommen wiederum die Summe aller in einer Volkswirtschaft produzierten Güter von In- und Ausländern darstellt und die produzierte Menge einiger dieser Güter gestiegen ist, steigt auch das Volkseinkommen in Folge der Zunahme des Produktionspotenzials. Somit ist abschließend zu erkennen, dass sich eine Veränderung der Faktorausstattung auf das Volkseinkommen auswirkt.